# Squalius moreoticus
Squalius moreoticus är en fiskart som först beskrevs av Stephanidis, 1971.  Squalius moreoticus ingår i släktet Squalius och familjen karpfiskar. IUCN kategoriserar arten globalt som starkt hotad. Inga underarter finns listade i Catalogue of Life.